# 세계민속악기박물관
세계민속악기박물관은 인류의 문화 유산중 가장 창의적인 산물 중 하나인 각 민족의 악기들을 전시, 연구, 보관, 수집, 교육을 하는 곳으로 세계 100여개국의 악기 850여점을 전시하고 있고 일부 악기는 직접 체험해 볼 수 있다. 2003년도에 경기도(경기도 파주시 탄현면 법흥리 1652-213)에 악기 전문박물관으로 한국 최초로 설립하였다. 출간물로는 '악기박물관으로의 여행(현암사)', '인간과 악기(모노폴리),'인류의 문화유산-악기로의 여행(음악세계)', 세계민속악기 탄생설화(음악세계), '서남아시아의 음악문화(푸른역사)'가 있다.